# Michael Ernst von Boehn
Michael Ernst von Boehn (* 16. November 1720 in Ziegnitz; † 1. März 1773 in Grumbkow) war Landrat des Schlaweschen Kreises in Hinterpommern.
Er stammte aus der uradligen pommerschen Familie von Boehn. Sein Vater George Christoph von Boehn († 1726) war Erbherr auf Ziegnitz und Besow im Schlaweschen Kreis (ihm gehörte seit 1716 der größere Teil von Ziegnitz und ein Anteil von Besow); seine Mutter Dorothea Adelheid war eine geborene von Massow. 
Boehn studierte ab 1741 an der Universität Halle. 
Im Jahre 1748 wurde Boehn Landrat des Schlaweschen Kreises. Im Jahre 1755 erhielt er den Titel eines Geheimen Rates. Das Amt als Landrat übte er bis 1763 aus; sein Nachfolger wurde Otto Felix Friedrich von Kameke. 
Michael Ernst von Boehn hatte nach dem Tod seines Vaters 1720 dessen Anteil an Ziegnitz und Besow geerbt. Er kaufte 1753 den anderen, kleineren Anteil an Ziegnitz, der aus zwei Bauernstellen bestand, und im Januar 1773 noch den anderen Anteil an Besow.  Ferner kaufte er 1764 Grumbkow im Stolpeschen Kreis.
Boehns Gemahlin Dorothea war eine geborene von Lepel. Aus der Ehe gingen zwei Söhne hervor. Der ältere, Moritz Ernst Ludwig von Boehn (* 1748; † 19. August 1811) heiratete Dorothea von Brüsterling und übernahm nach dem Tod seines Vaters die Güter Ziegnitz und Besow. Der jüngere, Adam Joachim Wilhelm von Boehn (* 10. Mai 1751; † 1815) heiratete Karoline von Billerbeck († 2. Dezember 1805) und übernahm das Gut Grumbkow. 